# بول فيتزجيرالد
بول فيتزجيرالد (بالإنجليزية: Paul Fitzgerald)‏ (مواليد 7 يناير 1963) هو ملاكم آيرلندي، مثّل بلاده في الألعاب الأولمبية الصيفية في دورتي 1984 و1988.

## روابط خارجية
بول فيتزجيرالد على موقع أوليمبيديا (الإنجليزية)